# Nambatingue Toko
Nambatingue Toko, de son vrai nom Nambatingue Tokomon Dieudonné, né le 21 août 1952, est un joueur de football professionnel tchadien qui a effectué toute sa carrière en France.

## Biographie
Cet attaquant au physique impressionnant était tentaculaire et avait une couverture de balle très dissuasive. 
Débutant au FC Grenoble puis Albi, il est recruté par Nice en 1975. Il est finaliste de la Coupe de France en 1978 avec ce club, avant de jouer à Strasbourg et être Champion de France en 1979 avec les Alsaciens. Il passe ensuite une saison de feu à Valenciennes pendant laquelle il marque 12 buts en 35 matchs, dont un triplé au Stade Vélodrome de Marseille pour une victoire 3-6. Malgré une souscription des supporters valenciennois, Nambatingue Toko rejoint le Paris SG : "J'ai vécu une saison extraordinaire dans le Nord mais je ne peux refuser l'offre du PSG".
Toko entre dans la légende du Paris Saint-Germain lors du premier match du club en Coupe d'Europe au Parc des Princes, le 28 septembre 1982 en marquant le 1er but de l’histoire du PSG en Coupe d’Europe face au Lokomotiv Sofia à la 20e minute. Il marque un deuxième but à la 81e minute sur un retourné, portant alors le score à 3-1. Le PSG l’emporte finalement 5-1 et se qualifie pour le tour suivant après une défaite à l’aller 0-1. Au journaliste d'Antenne 2 qui lui demande, en direct depuis la ligne de touche, si ce but splendide est le plus beau de sa carrière, Toko répond dans le plus grand sérieux et avec son inimitable accent : « Mais vous me connaissez, moi, j'en ai marqué des plus beaux que ça, moi »
En mai 1996, alors que son ancien club, l'US Valenciennes-Anzin, dépose le bilan, il organise au Stade Nungesser son jubilé, permettant une rentrée d'argent au club nordiste. Il invite des joueurs du Paris Saint-Germain de l'époque, dont Bernard Lama, qui profite de l'occasion pour présenter au public valenciennois la Coupe d'Europe des Vainqueurs de Coupe fraîchement remportée par le club de la capitale.
Après la fin de sa carrière de joueur, Toko fait partie du staff du PSG jusqu'à l'arrivée du président Perpère en décembre 1998.
De son premier mariage sont nés son fils Nata (1978) et sa fille Malika (1980). En 1993, il épouse Odile Hel-Bongo, fille d’un homme politique tchadien. De cette union nait sa fille Maïmouna (1995). En 2003, d'une nouvelle union, il a un quatrième enfant, Neldji. 
Toko vit désormais dans le sud de la France.

## Palmarès

### En club
- Champion de France en 1979 avec le RC Strasbourg
- Vainqueur de la Coupe de France en 1982 et en 1983 avec le Paris SG
- Champion de France de Division 2 en 1986 avec le RC Paris
- Vice-champion de France en 1976 avec l'OGC Nice
- Finaliste de la Coupe de France en 1978 avec l'OGC Nice et en 1985 avec le Paris SG

### EnÉquipe du Tchad
- International A

### Statistiques
- 274 matchs et 61 buts en Division 1
- 17 matchs et 2 buts en Division 2
- 5 matchs et 3 buts en Coupe d'Europe des Vainqueurs de Coupe
- 5 matchs et 1 but en Coupe de l'UEFA

## Sources
- Jacques Ferran et Jean Cornu, Football 1977, Les Cahiers de l'Équipe, 1976. cf. page 56.
- Jacques Ferran et Jean-Philippe Réthacker,  Football 85-86, Les guides de l'Équipe, 1985; cf. page 53.